# Lingua cornica
La lingua cornica o cornico (nome nativo Kernewek o Kernowek, in inglese Cornish) è una lingua celtica del ramo brittonico parlata nel Regno Unito, in Cornovaglia.

## Distribuzione geografica
Si stimano a circa 3.000 le persone che conoscono il cornico ad un livello elementare. I parlanti che al censimento del Regno Unito del 2011 hanno indicato il cornico come principale lingua parlata, e quindi ne possono vantare una buona padronanza, risultano 557, dei quali 464 residenti in Cornovaglia.

## Classificazione
Secondo Ethnologue, la classificazione della lingua cornica è la seguente:
- Lingue indoeuropee
  - Lingue celtiche
    - Lingue celtiche insulari
      - Lingue brittoniche
        - Lingua cornica

## Storia

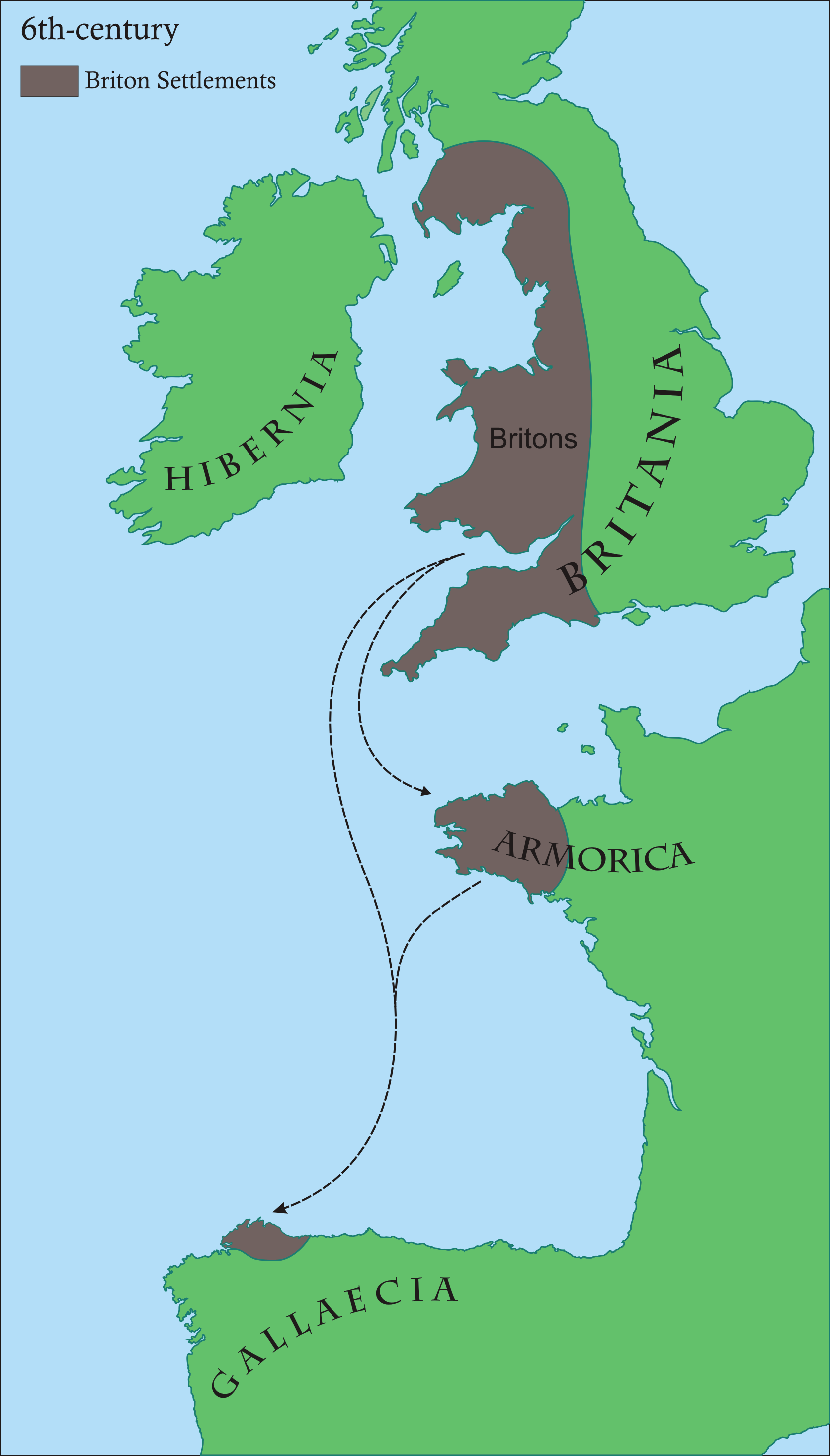
Movimenti migratori dei Britanni verso occidente, a seguito degli insediamenti anglo-sassoni in Gran Bretagna.

Originariamente vi era una varietà meridionale del brittonico comune, parlato in tutta la Gran Bretagna a sud del Firth of Forth durante l'età del ferro britannica e l'epoca romana. A causa dell'espansione anglosassone verso occidente, i Britanni del sud-ovest si trovarono separati dai loro parenti degli attuali Galles e Cumbria. Alcuni studiosi sostengono che questa rottura fosse iniziata dopo la battaglia di Deorham intorno al 557. I dialetti occidentali si evolsero fino a formare la moderna lingua gallese e l' estinto cumbrico, mentre il brittonico sud-occidentale si trasformò nel cornico e nel bretone, quest'ultimo in seguito all'emigrazione nel continente che costituì la moderna Bretagna.
La storia della lingua cornica tradizionale viene solitamente articolata in tre periodi, ai quali va aggiunta l'attuale fase di recupero della lingua.

### Cornico antico (IX-XII secolo)
La zona abitata dai britanni del sud-ovest subì una progressiva riduzione a causa dell'espansione del Wessex durante i primi secoli successivi. Durante il periodo del cornico antico (800-1200) la zona di lingua cornica coincise in massima parte con la Cornovaglia moderna; la regione del Devon fu isolata dal Wessex nel 936 e molti abitanti fuggirono in Cornovaglia. All'epoca esisteva ancora poca differenza tra cornico e gallese, e ancora meno tra cornico e bretone; tanto che secondo alcuni studiosi i termini "cornico antico" e "bretone antico" non indicano altro che distinzioni geografiche di una stessa lingua.
Le attestazioni del periodo consistono soprattutto in glosse e antroponimi. Degni di nota:
- La glossa ud rochashaas (Egli - la mente - odiava i luoghi bui), contenuta in una copia manoscritta del IX secolo del trattato De Consolatione Philosophiae del filosofo Boezio. Essa è la prima frase scritta conosciuta in cornico.
- Le note a margine dei Vangeli di Bodmin o "Vangeli di San Petroc", scritti in latino tra l'inizio del IX secolo e l'inizio dell'XI, contenenti 961 parole in cornico.
- Le note a margine del poema latino Le profezie di Ambrogio Merlino relative ai Sette Re, del XII secolo; traduzione del 1144, secondo l'autore Giovanni di Cornovaglia, di un precedente manoscritto in lingua cornica oggi perduto. Una copia del testo latino è presente in un codice custodito nella Biblioteca vaticana; ma suscitò l'interesse del mondo accademico soltanto nel 1876, quando lo studioso Whitley Stokes studiò i vocaboli cornici e gallesi contenuti nelle note. Nel 1988 (2ª ed. 2001) lo scrittore "revivalista" Julyan Holmes ha "ritradotto" il poema in cornico contemporaneo.
- Il cosiddetto Vocabularium Cornicum o Cottonian Vocabulary. Esso costituisce il più ampio documento della lingua antica. Consta di un lessico cornico-latino contenente circa 300 parole. Fu creduto un lessico gallese fino al XVIII secolo, quando l'erudito Edward Lhuyd lo identificò correttamente come cornico.

### Cornico medio (XIII-XVI secolo)

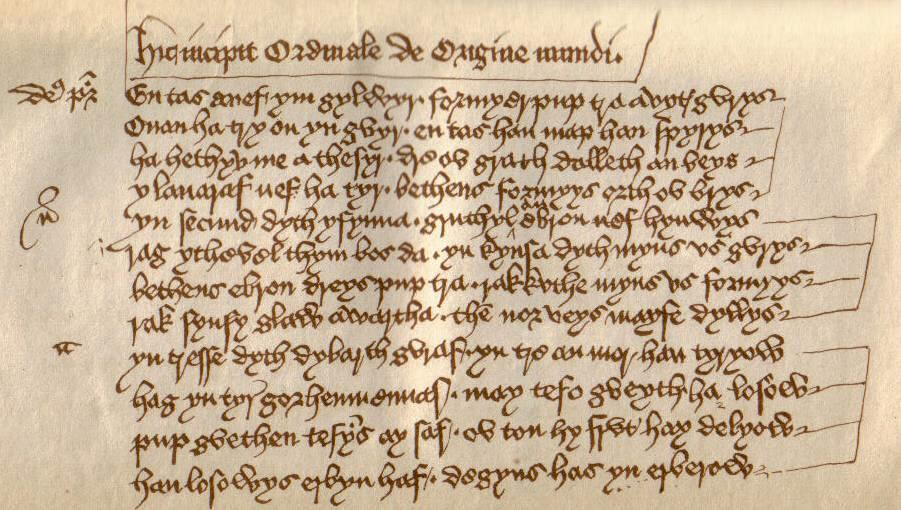
Esempio di cornico medio: inizio della sacra rappresentazione "Origo Mundi", XIV secolo.

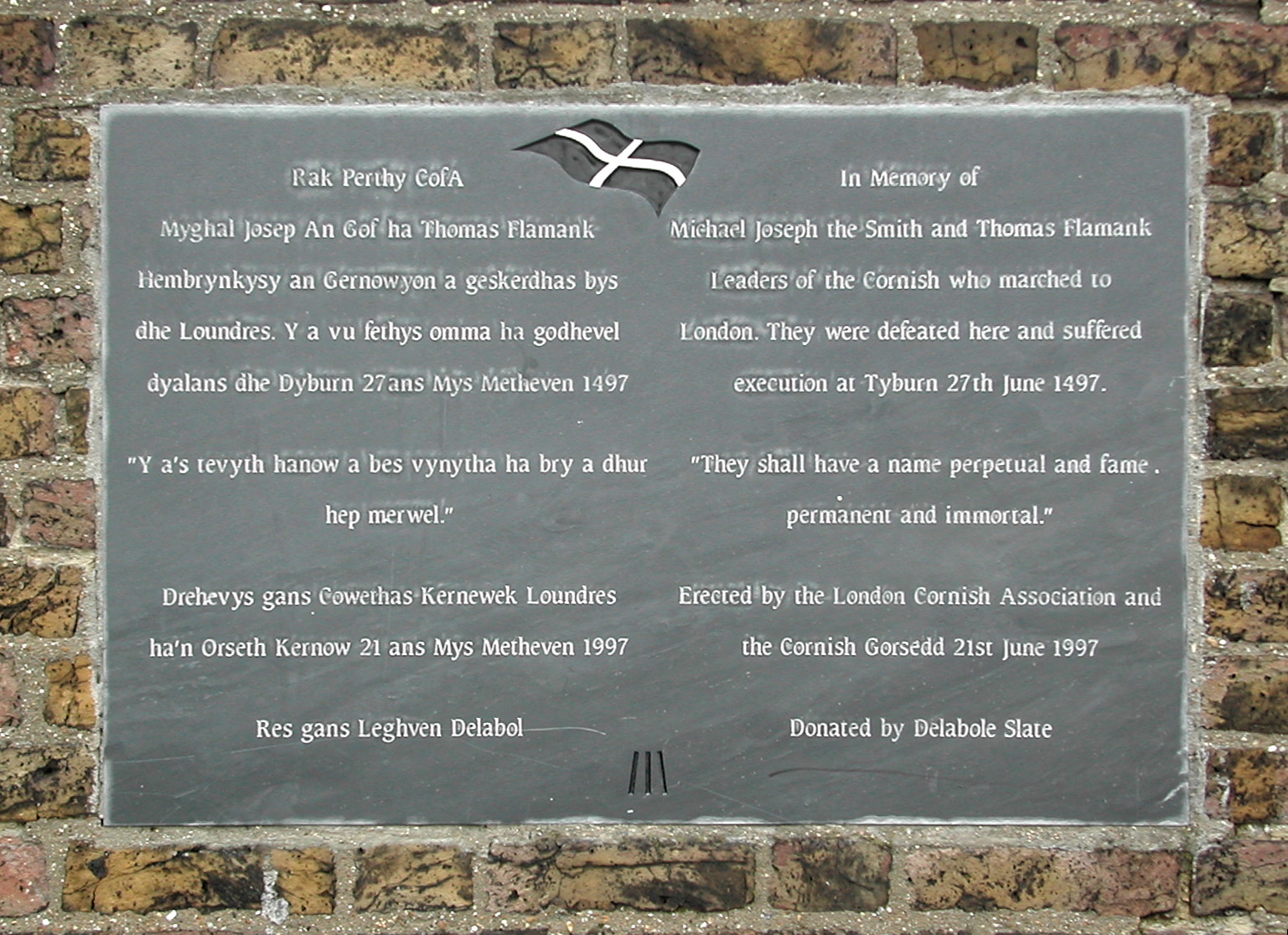
Targa commemorativa, a Londra, in onore di Michael Joseph the Smith (An Gof) e Thomas Flamank, i capi dell'Insurrezione della Cornovaglia del 1497.

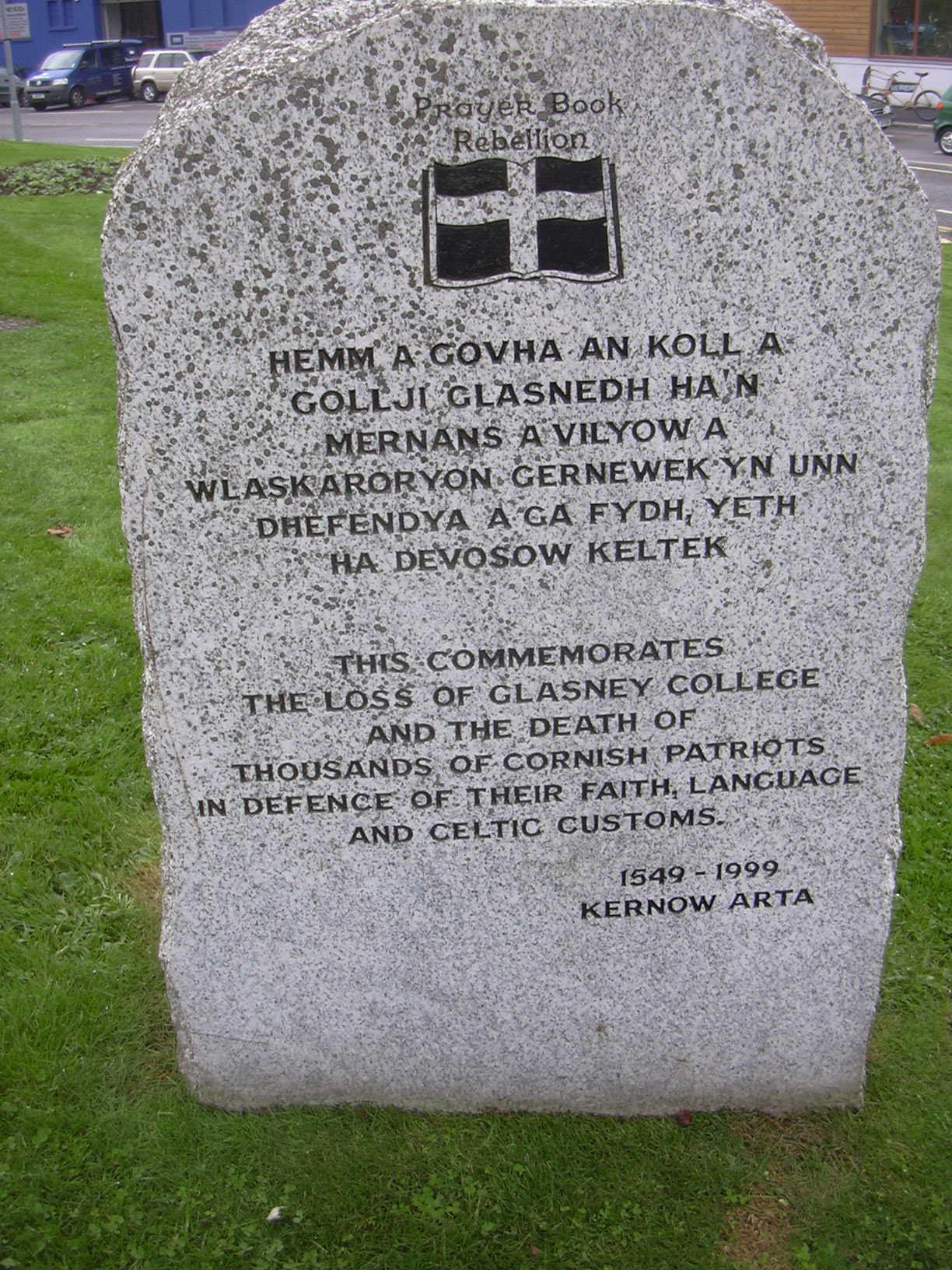
Lapide commemorativa della Rivolta del Prayer Book a Penryn, presso il sito del Glasney College.

La lingua cornica continuò a fiorire durante il periodo cornico medio (1200-1600), raggiungendo il culmine di 39.000 parlanti nel XIII secolo, dopo il quale iniziò il declino. Questo periodo fornì la massima parte della letteratura tradizionale. Furono scritte molte sacre rappresentazioni e molti poemi dai monaci del Glasney College, presso l'abitato di Penryn, allo scopo di istruire la gente circa la Bibbia e i Santi celtici.
Le attestazioni del periodo pervenute ai nostri giorni sono:
- Charter Fragment. Frammento di 42 righe di un poema risalente al 1340, scoperto da Henry Jenner nel 1877 durante i quarant'anni in cui lavorò presso il British Museum di Londra. Da quanto ci è rimasto sembra trattarsi di un poema relativo al matrimonio. Esso è il primo esempio sopravvissuto di opera letteraria in cornico medievale.
- Pascon agan Arluth (La passione di nostro Signore). Poema di 259 versi di otto righe l'uno, composto intorno al 1375.
- Ordinalia. La più importante ed estesa opera in lingua cornica medievale, per un totale di 9000 righe, ultimata verso il 1400. Consiste in una serie di tre drammi sacri, destinati ad essere rappresentati in tre giorni consecutivi, dal titolo:
  - Origo Mundi
  - Passio Christi
  - Resurrexio Domini
- Beunans Meriasek (La vita di San Meriasek). Dramma sacro da rappresentare in due giorni consecutivi. Costituisce la più estesa opera singola della letteratura cornica medievale[6].
- Bewnans Ke (La vita di San Kea). Dramma sacro, degno di nota in quanto include brani facenti riferimento alle vicende di Re Artù. Scoperto molto di recente, nell'anno 2000[7].

Ad uno stile di transizione (Tudor Cornish) tra il cornico medievale e il cornico più recente appartengono:
- Tregear Homelies. Serie di dodici omelie scritte in origine in inglese nel 1555 e tradotte in cornico da John Tregear tra il 1555 ed il 1557. A queste ne fu aggiunta una tredicesima (Sacrament of the Alter), di traduttore ignoto. Queste tredici omelie costituiscono il più lungo esempio rimasto di letteratura cornica tradizionale in prosa.
- Creacion am Bys (La creazione del mondo). Rifacimento più recente della prima parte (Origo Mundi) degli Ordinalia. Non si conosce l'autore; il testo fu copiato e pubblicato da William Jordan nel 1611.
- Un frammento, traduzione della formula per la celebrazione dell'eucaristia. Utilizzato dal sacerdote William Jackson, vicario di Feock, fino all'incirca al 1640[8].

Durante il regno di Enrico VIII, Andrew Borde scrisse, nella sua opera Libro di introduzione alla conoscenza del 1542:
Quando il Parlamento inglese approvò il Decreto di uniformità del 1549, la popolazione di molte zone della Cornovaglia non parlava né capiva l'inglese. Lo scopo del Decreto fu quello di sostituire la liturgia in latino con la liturgia in inglese, che i legislatori ben sapevano non fosse universalmente conosciuto nemmeno nell'intera Inghilterra. Anziché semplicemente vietare il latino, il Decreto fu strutturato con lo scopo di potenziare l'inglese. Nel 1549 scoppiò la rivolta del Prayer Book, probabilmente sollecitata anche dalla rappresaglia degli inglesi seguita al fallimento dell'insurrezione della Cornovaglia del 1497; ed anch'essa fu repressa spietatamente: più di 4 000 persone che avevano protestato contro l'imposizione del libro delle preghiere comuni in inglese furono massacrati dall'esercito di Edoardo VI. I loro capi furono uccisi e la popolazione subì numerose rappresaglie.

Il documento dei ribelli rivendicò il ritorno alla liturgia precedente, terminando con le parole:
Edward Seymour, primo duca di Somerset, rispose ai cornovagliesi chiedendo loro perché dovessero sentirsi offesi dalla liturgia in inglese, quando prima era in latino, che ugualmente non capivano.
A causa di molti fattori, tra i quali la perdita di molte vite e l'espansione dell'inglese, la rivolta del Prayer Book si dimostrò un periodo di svolta negativa per la lingua. Alcune ricerche recenti indicano che la stima numerica della popolazione cornica monolingue prima della rivolta fosse già piuttosto bassa, rendendo il declino ancora più drastico.
Peter Berresford Ellis indica gli anni tra il 1550 e il 1650 come un secolo di immenso danno per la lingua e che il suo declino possa essere fatto risalire a questo periodo. Nel 1680 William Scawen scrisse un saggio che descriveva sedici ragioni per il declino del cornico, tra le quali: la mancanza di un alfabeto cornico tipico, la perdita dei contatti tra la Cornovaglia e la Bretagna, la fine della tradizione delle sacre rappresentazioni, la perdita di molti documenti durante la guerra civile inglese, la mancanza di una Bibbia in cornico, l'ostilità della nobiltà locale verso la lingua, lo stretto legame con la contea confinante del Devon di lingua inglese e l'immigrazione verso la Cornovaglia.

### Cornico tardo (XVII-inizio XIX secolo)

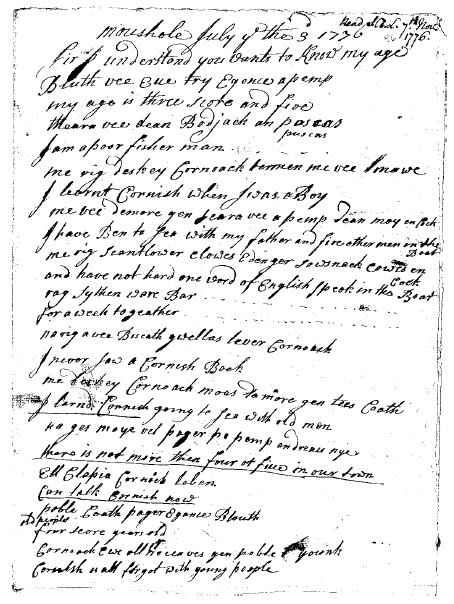
Lettera di William Bodinar, del 3 luglio 1776. Ultimo esempio di prosa d'epoca in cornico.

Verso la metà del XVII secolo il cornico si ritrovò relegato alle penisole occidentali del Penwith e del Kerrier, e la sua trasmissione
alle nuove generazioni cessò quasi del tutto. Richard Carew, nel suo libro del 1602 intitolato Survey of Cornwall, scrisse:
Le attestazioni del "cornico tardo" consistono in brevi scritti di alcuni autori in genere non madrelingua. Rispetto agli scritti medievali ci offrono meno informazioni sulla lingua, ma in compenso sono di natura più varia. Esse furono scritte seguendo le convenzioni ortografiche dell'inglese dell'epoca, dato che la maggioranza degli scrittori non aveva accesso né ai testi in "medio cornico", né alla loro ortografia. L'erudito ricercatore anglo-gallese Edward Lhuyd si servì invece di una propria grafia scientifica, sorta di alfabeto fonetico internazionale ante-litteram, che ha fornito ai "revivalisti" le principali informazioni riguardo alla pronuncia del cornico.
Tra gli autori abbiamo tre membri della famiglia Boson: John, Thomas, e soprattutto Nicholas Boson (1624-post 1670); Edward Lhuyd; William Rowe; William Pryce; Robert Williams. L'ultimo esempio di prosa d'epoca è una lettera del pescatore William Bodinar di Mousehole, datata 3 luglio 1776. L'ultimo esempio tramandato è la canzone Cranken Rhyme, fornita dall'agricoltore John Davey di Boswednack (1812-1891) e trascritta da J. Hobson Matthews.
Il lungo processo di arretramento verso ovest che il cornico subì dal XIII secolo, quando ancora raggiungeva il fiume Tamar, al XVIII, trovò il punto di arrivo con l'estinzione della lingua, avvenuta tra il XVIII secolo e l'inizio del XIX. Nonostante un luogo comune, riportato anche da molte pubblicazioni non dettagliate o non aggiornate, indichi Dolly Pentreath di Mousehole, morta nel 1777, come l'ultima parlante madrelingua, pare ormai certo che un limitato numero di parlanti, alcuni dei quali madrelingua ma per necessità bilingui con l'inglese, sopravvisse oltre quella data fino a portare la lingua agli inizi del secolo successivo
.

### Cornico moderno (XX e XXI secolo)

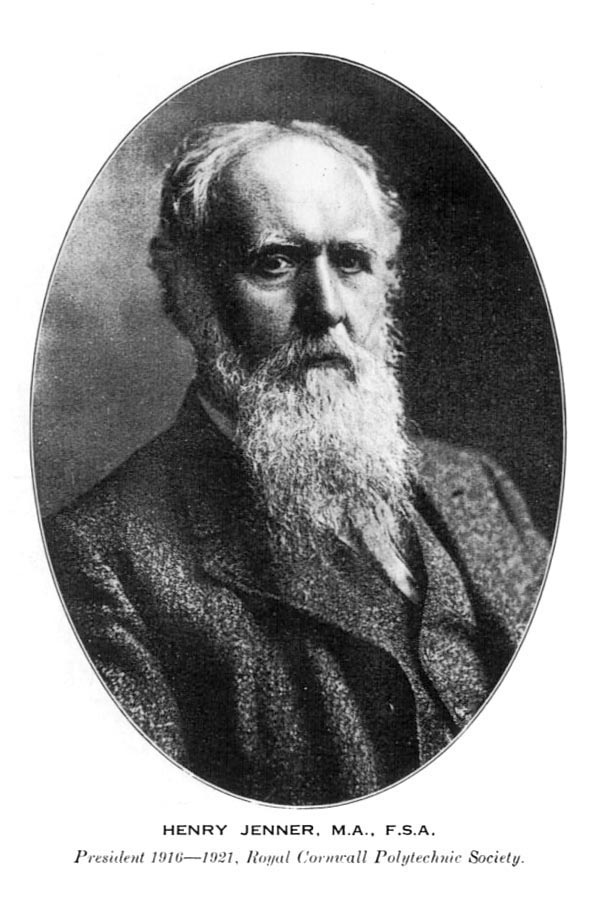
Henry Jenner, il padre della rinascita della lingua cornica.

Come il mannese, il cornico è stato oggetto di un recupero nel corso del XX secolo, grazie al lavoro di alcuni intellettuali tra i quali spicca Henry Jenner (1848-1934), considerato il "padre della lingua cornica moderna". Già nel XVIII e nel XIX secolo la lingua ricevette un certo interesse accademico, storico e letterario, specialmente riguardo alla letteratura del medio cornico. Alcuni studiosi tentarono invano di trovare l'"ultimo parlante nativo". Furono tenute delle conferenze e si pubblicarono alcuni brevi saggi. L'erudito poliglotta tedesco Georg Sauerwein (1831-1904) scrisse due poesie in cornico già nel 1861. Ma si considera comunemente il 1904, anno della pubblicazione del libro di Jenner, come il vero avvio al recupero della lingua. Egli, pur prendendo spunti dal cornico di ogni epoca, si basò principalmente sul "cornico tardo" e sull'ortografia scientifica di Lhuyd, pur con alcune modifiche. Jenner riuscì nel suo intento di costituire un movimento per il ripristino dell'idioma, mentre il suo modello di lingua moderna non ebbe seguito.

#### Cornico unificato
Robert Morton Nance (1873-1934), il principale allievo di Jenner, con la pubblicazione nel 1929 del libro Cornish for All (Il cornico per tutti), presentò un modello di lingua e di ortografia basato sul "cornico medio"; al quale, pur prendendo anch'egli spunti da ogni epoca, decise di dare una fisionomia ancora più arcaicizzante, eliminando per es. molte forme verbali ottenute con verbi ausiliari privilegiando le forme desinenziali, e scartando i vocaboli di origine inglese ricorrendo a volte a prestiti dal bretone o dal gallese; inoltre pubblicò tutta la letteratura tradizionale riscritta nel proprio "standard". Questo "cornico unificato" costituì l'unica versione della lingua disponibile per circa mezzo secolo.

#### Cornico comune
Il cornico "unificato" non riuscì a vincere l'indifferenza, o a volte l'opposizione, del mondo accademico. Gli scrittori Tim Saunders e Rod Lyon proposero ciascuno un tentativo di riforma, ma ambedue non ebbero seguito. Ken George nel 1986, con la sua tesi di laurea ed il volume da essa ricavato propose una completa revisione del modello "unificato", alla quale diede il nome di "cornico comune". Si basò sempre sul cornico medievale e mantenne le idee di base di Morton Nance riguardo al lessico e alla grammatica; ma ne modificò la fonologia e le applicò un'ortografia fonetica usando soluzioni grafiche a volte non medievali e a volte non corniche. L'allora unico comitato regolatore della lingua, il Cornish Language Board, decise nel 1987 di adottare come forma ufficiale il "cornico comune". Ma ciò aumentò i dissensi all'interno del movimento.

#### Cornico neo-tardo
Poco dopo la decisione votata dal comitato in favore della lingua "comune", Richard Gendall si ritirò dal gruppo "ufficiale" e presentò un proprio modello di lingua, denominato "Modern Cornish" o "Late Cornish". Si basò sugli scritti del periodo più recente della lingua, che presentano in genere una grammatica semplificata con un minore uso delle forme desinenziali dei verbi, e un'ortografia basata su quella dell'inglese moderno. Il comitato regolatore, da lui costituito, di questo stile di lingua è il Cussel an Tavas Kernuak (Consiglio della lingua cornica).

#### Cornico unificato rivisitato
Nel 1995 il professor Nicholas J.A. Williams pubblicò il volume Cornish Today, nel quale rilanciò il cornico "unificato", sostenendo che fosse il più accettabile dei tre stili esistenti. Ne propose una revisione in ogni suo aspetto, ma moderata. E in una direzione del tutto diversa da quella intrapresa da Ken George, pur avvalendosi dello stesso materiale disponibile; in particolare, da parte di Williams, della letteratura in prosa "Tudor" di John Tregear, non ancora scoperta quando Morton Nance era in piena attività. Il comitato regolatore del cornico "unificato", tanto per chi segue le modifiche di Nicholas Williams quanto per chi si attiene al modello "classico" di Morton Nance, è denominato Agan Tavas (La nostra lingua).

#### I "dialetti" contemporanei
Il risultato è che oggi la lingua cornica presenta una del tutto singolare divisione in quattro dialetti. Una dialettizzazione non basata sulla zona di residenza dei parlanti, come avviene per le lingue tramandatesi in modo naturale; e nemmeno sulla loro zona di provenienza, come avviene per un'altra lingua riportata in vita quale l'ebraico d'Israele. Le varietà del cornico si basano invece sulle differenti idee riguardo alle soluzioni linguistiche da adottare.

#### Cornish Language Partnership

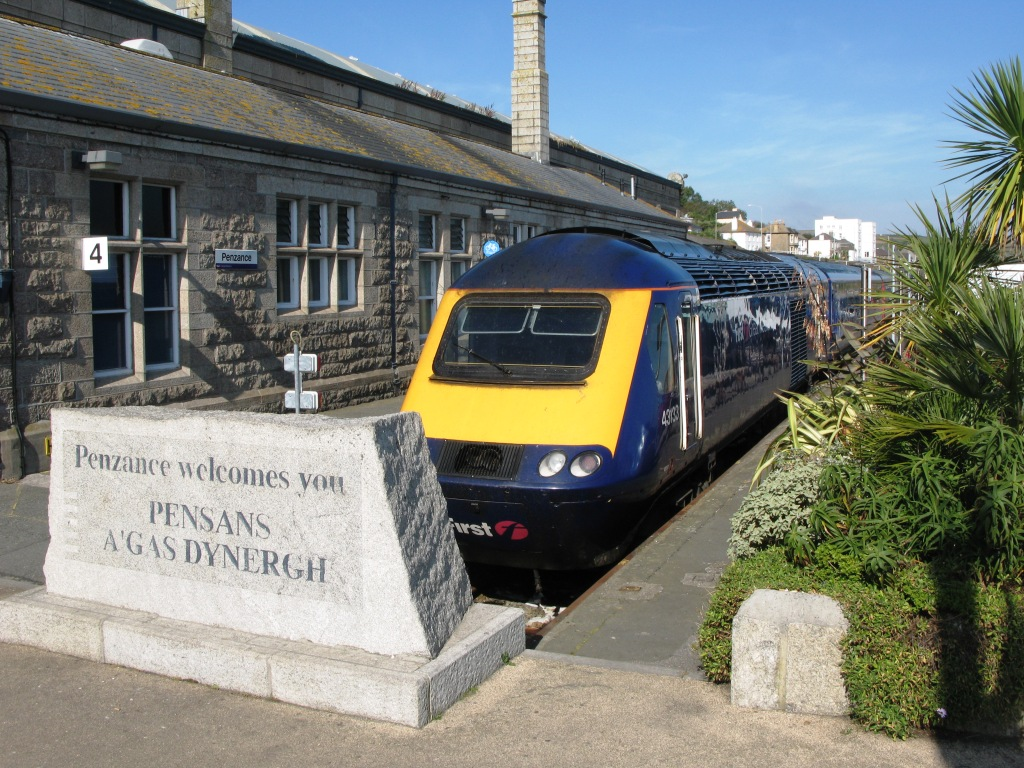
"Benvenuto a Penzance" in inglese e in cornico, alla stazione di Penzance.

Queste varietà non impediscono la reciproca comprensione, ma la presenza di più ortografie avrebbe ostacolato la pratica della lingua nell'uso scolastico e nelle istituzioni pubbliche; tanto più che nessuna di queste varianti aveva ottenuto un ampio consenso. In seguito al riconoscimento del cornico nella Parte II della Carta europea per le lingue regionali o minoritarie, e la conseguente fondazione dell'associazione sopradialettale Cornish Language Partnership (Associazione della lingua cornica), venne ancora più sentita la necessità di un accordo. Quindi la Partnership iniziò la ricerca di una forma standard.
Nel 2007 fu organizzata una Cornish Language Commission (Commissione per la lingua cornica) composta da sociolinguisti e linguisti esterni alla Cornovaglia, per lo studio delle quattro varietà; così da stabilire quale di queste fosse la più adatta, o se fosse il caso di crearne una nuova. Due gruppi proposero ortografie di compromesso:
- Un gruppo denominato UdnFormScrefys (Singola forma scritta) studiò e propose un'ortografia, detta Kernowak Standard, basata su tutte le quattro varietà moderne, e con una relazione chiara tra lo scritto e la pronuncia. Dopo aver contribuito alla formazione della Standard Written Form (Forma scritta standard), il KS è diventato una serie di proposte di emendamenti alla stessa.
- Due membri della CLP, Albert Bock e Benjamin Bruch, proposero un'altra ortografia chiamata Kernowek Dasunys (Cornico riunificato), sempre con lo scopo di riconciliare le quattro varietà moderne. Anch'essa contribuì alla formazione della SWF, ma non fu mai usata come ortografia separata.
- Alcuni membri di un gruppo denominato Kaskyrgh Kernewek Kemmyn (Campagna per il cornico comune) non accettarono il principio della creazione di una nuova ortografia standard, sostenendo la superiorità dell'ortografia del "cornico comune".

Gli studiosi coinvolti conclusero che le quattro ortografie fossero troppo in competizione perché una potesse venire scelta come standard, e che quindi fosse necessaria un'ortografia di compromesso che tutti i gruppi potessero accettare.

#### Standard Written Form
La CLP, in una riunione del 9 maggio 2008 nella quale furono presenti i rappresentanti di ciascuno dei quattro gruppi, stabilì che la costruzione della Standard Written Form (Forma scritta standard) fosse l'obiettivo prioritario. La maggioranza accettò, nonostante reazioni diverse da parte di vari membri di ciascun gruppo. La decisione fu ratificata e il 19 maggio 2008 fu annunciata la conclusione dell'accordo. Eric Brooke, presidente della CLP, disse: 
 Il quarto e finale ritocco alla SWF fu concluso il 30 maggio 2008. Tale rimase fino all'ultimo emendamento del 2013.
Il 17 giugno 2009 i Bardi del Gorseth Kernow (il festival della lingua cornica), sotto la guida del Grande Bardo Vanessa Beeman ("Gwenenen", Ape), adottarono a grande maggioranza, e dopo due decenni di dibattiti, la SWF per le cerimonie e la corrispondenza; mentre in precedenza veniva sempre adottata l'ortografia del cornico "unificato".

#### Kernowek Standard
Si tratta di un insieme di proposte per la revisione della SWF. È basato su un gruppo di proposte iniziali per la SWF (chiamato Kernowak Standard e ora denominato KS1), studiate da un gruppo detto UdnFormSkrefys. Dopo la pubblicazione delle precisazioni alla SWF alcuni membri del gruppo, tra i quali Nicholas Williams, Neil Kennedy e Michael Everson, fondarono un nuovo gruppo chiamato Spellyans, con lo scopo di individuare le imperfezioni e proporne le soluzioni quando la SWF sarebbe stata revisionata nel 2013. Quest'ultima revisione accettò solo in piccola parte le proposte di Spellyans. 
Tuttavia questa nuova proposta di ortografia, dopo essere stata emendata e denominata Kernowek Standard o KS, è stata adottata in alcuni libri, tra i quali la prima Bibbia completa in cornico
ed una grammatica esauriente della lingua cornica.

## Grammatica
La grammatica del cornico corrisponde generalmente a quella delle altre lingue celtiche moderne, o della maggior parte di esse:
- I verbi sono in massima parte regolari.
- I verbi irregolari fungono in genere da verbi ausiliari o servili.
- Il genere dei nomi è maschile o femminile. Non esiste il genere neutro.
- Gli aggettivi di solito seguono i nomi che qualificano.
- Le preposizioni sono coniugate secondo i pronomi che seguono.
- Esiste l'articolo determinativo, ma non quello indeterminativo.
- Molte iniziali delle parole cambiano di frequente (mutazioni), secondo varie regole di grammatica.
- L'ordine di base delle frasi è VSO (Verbo Soggetto Oggetto), ma può spesso venire modificato per mettere in risalto il soggetto o l'oggetto.
- Il genitivo si forma con la semplice consecuzione delle varie parole (Es.: "la porta della casa del re" = porta casa il re). Non esiste una preposizione di specificazione equivalente alla nostra di. Soltanto l'ultimo nome della serie può avere l'articolo determinativo.

Molte di queste regole, escluse le mutazioni, presentano curiose analogie con le lingue semitiche.

## Vocabolario
Il cornico condivide rispettivamente circa l'80% e il 75% del suo vocabolario con il bretone e il gallese, seguono gaelico scozzese e irlandese con il 35%. Del resto, il gallese condivide circa il 70% del suo vocabolario con il bretone.

## Esempi
| Lingua cornica                          | Pronuncia                                 | Italiano                                   |
| --------------------------------------- | ----------------------------------------- | ------------------------------------------ |
| Myttin da                               | 'mittin daa'                              | "buonasera"                                |
| Dydh da                                 | 'didh daa'                                | "buongiorno"                               |
| Fatla genes?                            | 'fatlaa genes'                            | "come stai?"                               |
| Yn poynt da, meur ras                   | 'in point daa, moer raz'                  | "Bene, grazie"                             |
| Py eur yw hi?                           | 'pi oer iu hi'                            | "Che ore sono?"                            |
| Ple'ma Rysrudh, mar pleg?               | 'ple-maa rizrudh, marr plek'              | "Dov'è Redruth, scusi?"                    |
| Yma Rysrudh ogas dhe Gambronn, heb mar! | 'imaa rizrudh ogas dhe Gambronn heb marr' | "Redruth è vicino a Camborne, ovviamente!" |

## Galleria d'immagini

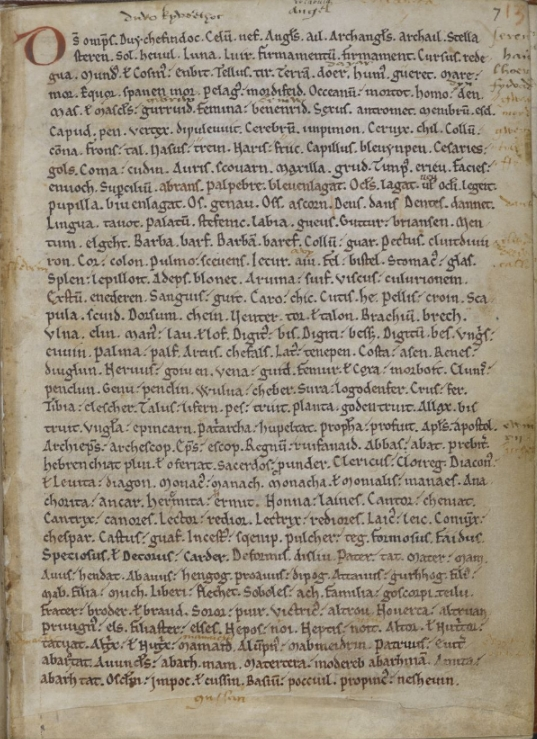
Il Vocabularium Cornicum
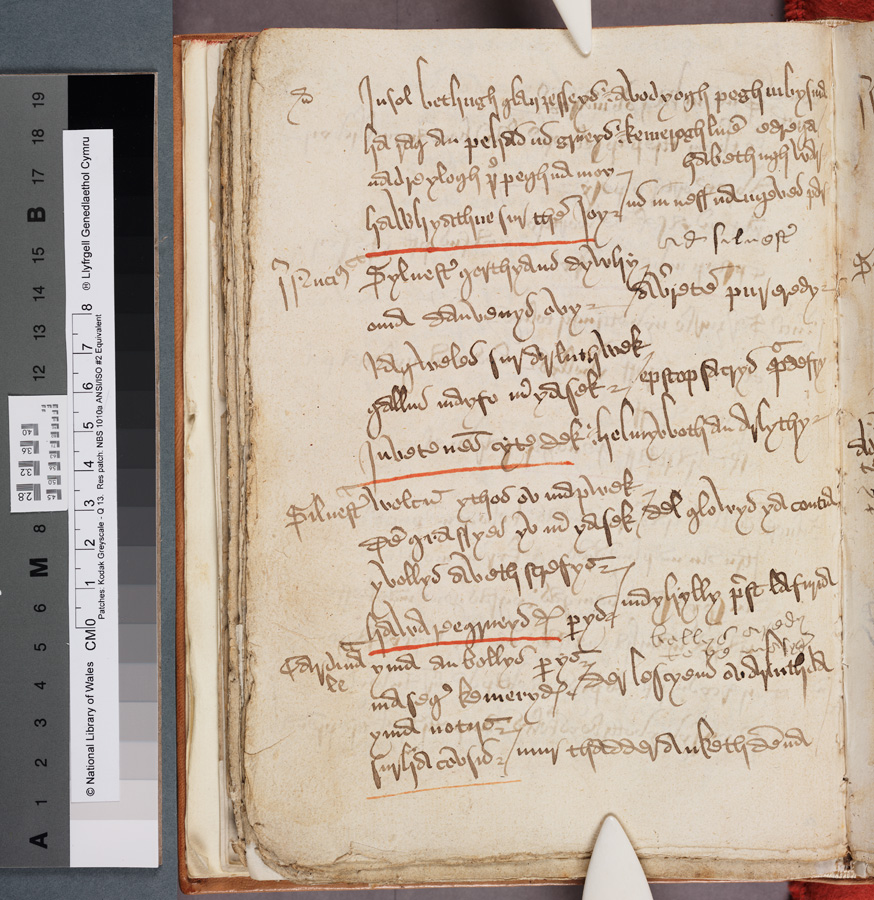
Beunans Meriasek (La vita di S. Meriadec, sacra rappresentazione medievale
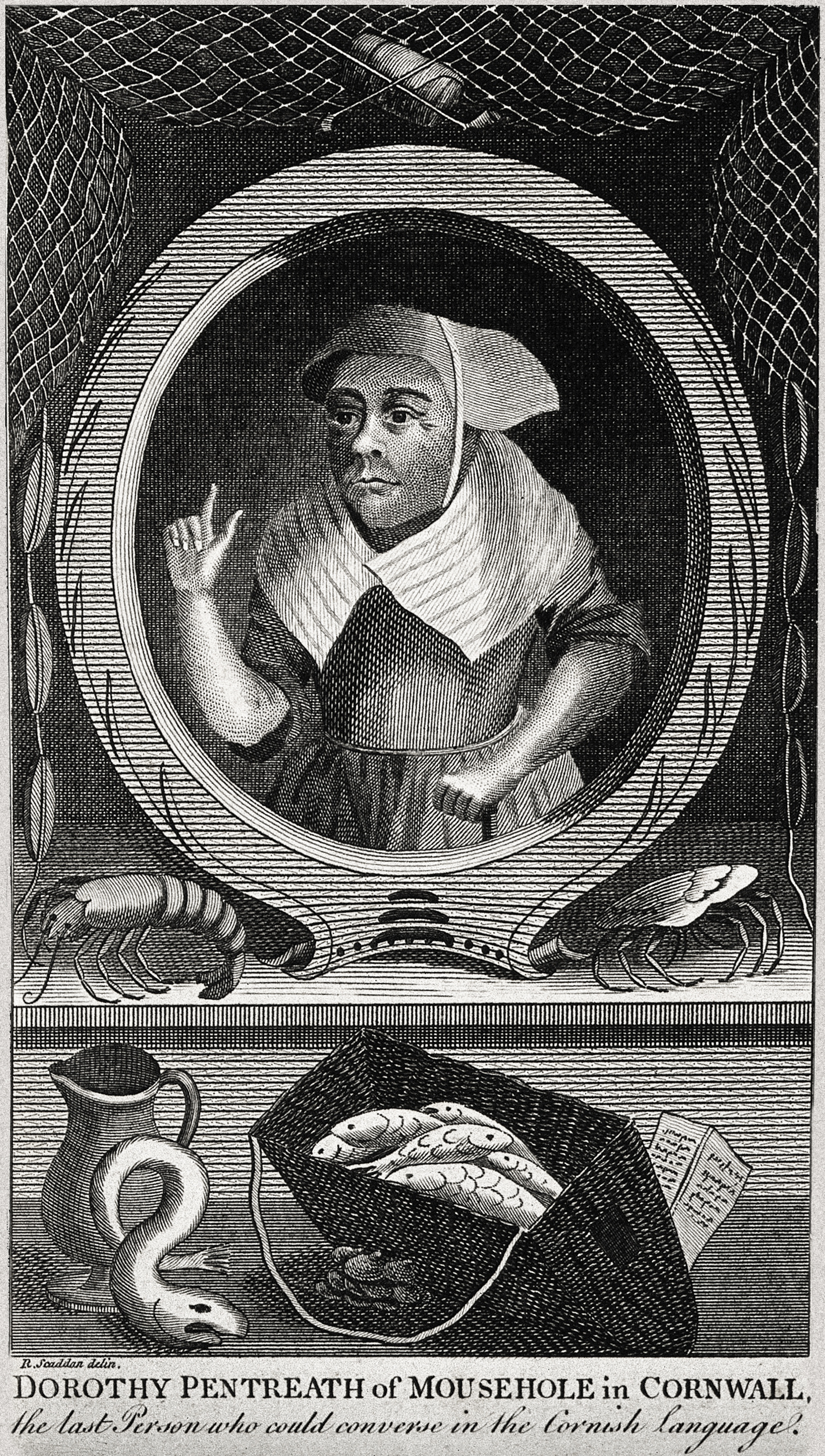
Ritratto di Dolly Pentreath (1692-1777), ultima parlante nativa conosciuta di cornico
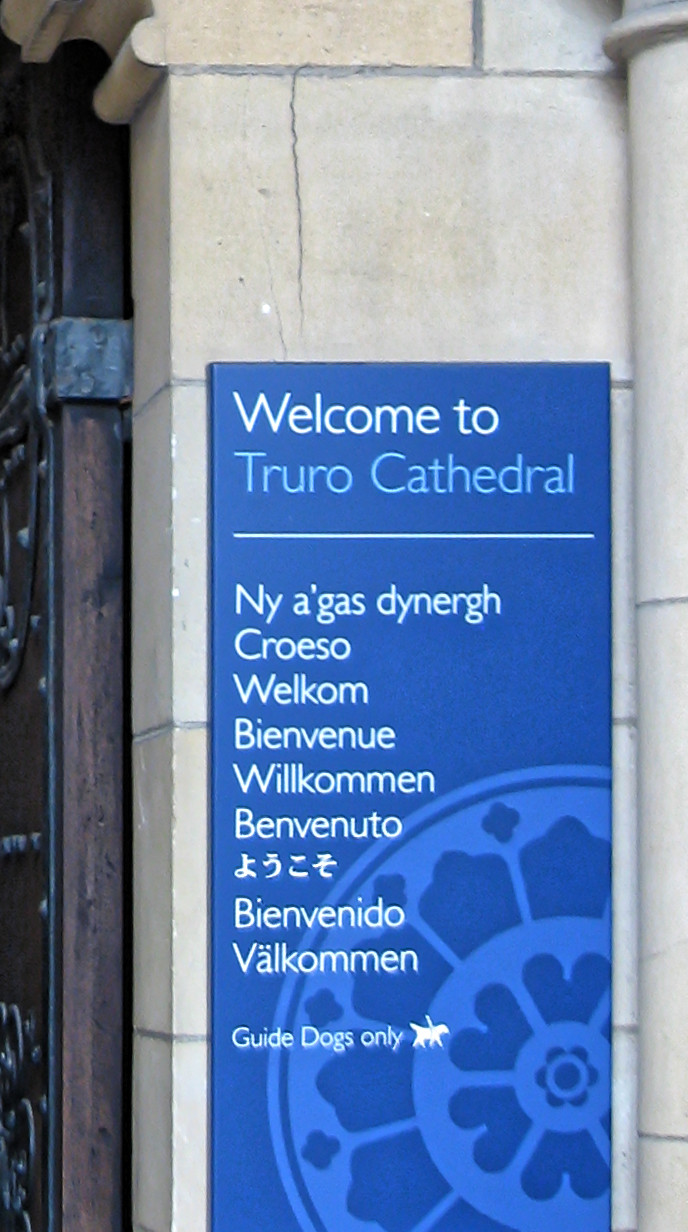
Cattedrale di Truro: cartello di benvenuto plurilingue, tra cui il cornico (Ny a'gas dynergh)
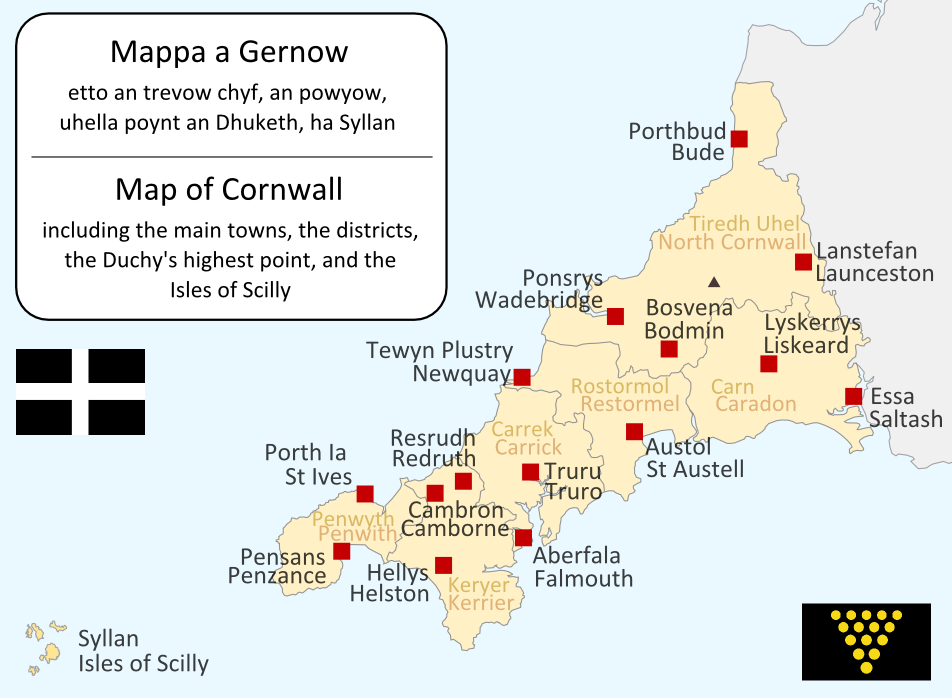
Mappa della Cornovaglia con toponomastica bilingue cornico/inglese